# Frankrikes Grand Prix 1994
Frankrikes Grand Prix 1994 var det sjunde av 16 lopp ingående i formel 1-VM 1994.

## Resultat
1. Michael Schumacher, Benetton-Ford, 10 poäng
2. Damon Hill, Williams-Renault, 6
3. Gerhard Berger, Ferrari, 4
4. Heinz-Harald Frentzen, Sauber-Mercedes, 3
5. Pierluigi Martini, Minardi-Ford, 2
6. Andrea de Cesaris, Sauber-Mercedes, 1
7. Johnny Herbert, Lotus-Mugen Honda
8. Christian Fittipaldi, Footwork-Ford
9. Jean-Marc Gounon, Simtek-Ford
10. Mark Blundell, Tyrrell-Yamaha
11. Érik Comas, Larrousse-Ford (varv 66, motor)

### Förare som bröt loppet
- Ukyo Katayama, Tyrrell-Yamaha (varv 53, snurrade av)
- Mika Häkkinen, McLaren-Peugeot (48, motor)
- Nigel Mansell, Williams-Renault (45, växellåda)
- Jean Alesi, Ferrari (41, kollision)
- Rubens Barrichello, Jordan-Hart (41, kollision)
- Eric Bernard, Ligier-Renault (40, växellåda)
- Olivier Beretta, Larrousse-Ford (36, motor)
- Martin Brundle, McLaren-Peugeot (29, motor)
- Gianni Morbidelli, Footwork-Ford (28, kollision)
- Olivier Panis, Ligier-Renault (28, kollision)
- David Brabham, Simtek-Ford (28, transmission)
- Jos Verstappen, Benetton-Ford (25, snurrade av)
- Eddie Irvine, Jordan-Hart (24, växellåda)
- Michele Alboreto, Minardi-Ford (21, motor)
- Alessandro Zanardi, Lotus-Mugen Honda (20, motor)

### Förare som ej kvalificerade sig
- Bertrand Gachot, Pacific-Ilmor
- Paul Belmondo, Pacific-Ilmor

## VM-ställning
| Förarmästerskapet 1. Michael Schumacher, Benetton-Ford, 66 2. Damon Hill, Williams-Renault, 29 3. Gerhard Berger, Ferrari, 17 | Konstruktörsmästerskapet 1. Benetton-Ford, 67 2. Ferrari, 36 3. Williams-Renault, 31 |